# Nella società degli uomini
Nella società degli uomini (In the Company of Men) è un film del 1997 diretto da Neil LaBute.
Il film è tratto da un'omonima opera teatrale dello stesso regista e sceneggiatore LaBute, scritta nel 1993, che traccia una cruda analisi del machismo e la misoginia di alcuni yuppie, nel pieno boom economico.
Girato in sole due settimane con un budget di 25.000 dollari, il film è stato presentato in vari festival, come il Festival di Cannes nella sezione Un Certain Regard e il Sundance Film Festival, vincendo l'Independent Spirit Award per la miglior sceneggiatura d'esordio ed ottenendo un riconoscimento speciale per l'eccellenza nel filmmaking ai National Board of Review Awards 1997.

## Trama
Chad e Howard, due uomini in carriera, trentenni, arrivisti e frustrati, a causa della loro insoddisfazione amorosa e lavorativa decidono di attuare un piano atroce ed alquanto cinico, nei confronti di una ragazza sorda. La ragazza in questione è Christine, dattilografa che lavora presso il loro ufficio, che i due uomini decidono di corteggiare in momenti diversi, con l'obiettivo illuderla ed abbandonarla, al solo scopo di ridere di lei.

## Riconoscimenti
- 1997 - Festival del cinema americano di Deauville
  - Premio della giuria
- National Board of Review Awards 1997
  - Riconoscimento speciale per l'eccellenza nel filmmaking
- Independent Spirit Awards 1998
  - Miglior sceneggiatura d'esordio